# Francesizzazione di Bruxelles

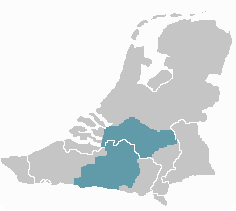
Bruxelles si trova nella zona del dialetto del Brabante, nella zona di lingua olandese.

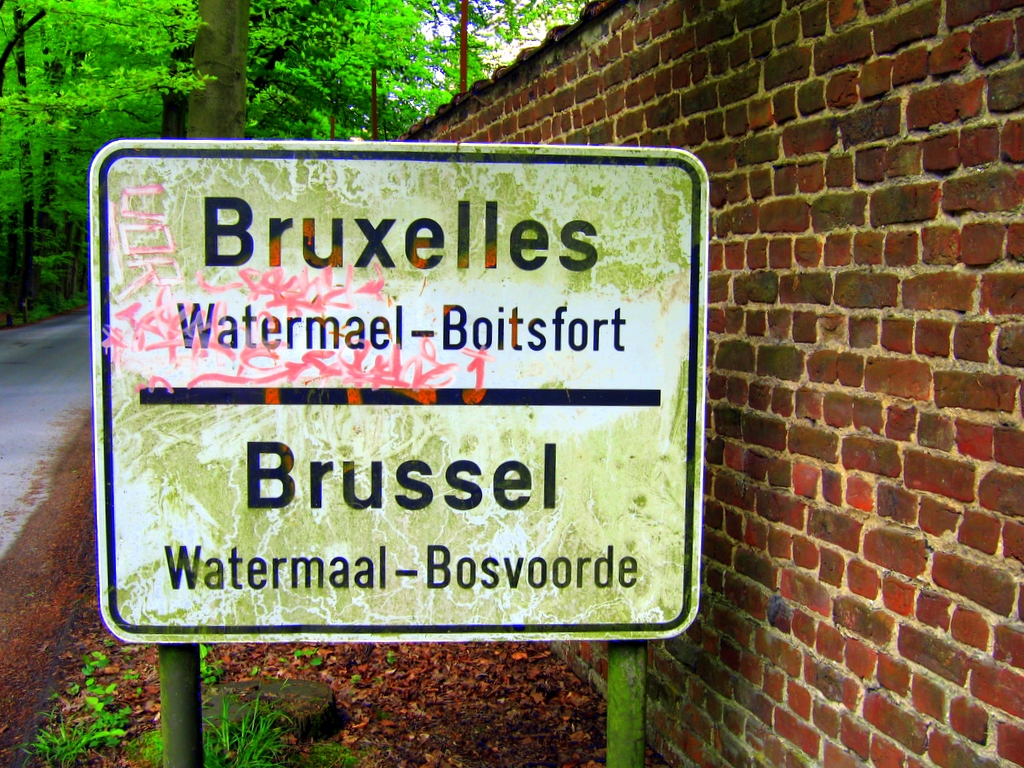
La Regione di Bruxelles-Capitale è un'area multilingue con due lingue ufficiali, francese e olandese.

La francesizzazione di Bruxelles (in olandese: Verfransing van Brussel, in francese: Francisation de Bruxelles) è il luogo nella conversione di Bruxelles di origine quasi esclusivamente di lingua olandese in una città bilingue o addirittura multilingue con dominante il francese come lingua franca. Sebbene si parlassero principalmente dialetti del Brabante a Bruxelles, la situazione linguistica è cambiata radicalmente negli ultimi due secoli. Uno dei motivi principali per l'ascesa del francese era - oltre all'immigrazione dalla Francia e dalla Vallonia - l'assimilazione linguistica della popolazione fiamminga. Nell'allora società belga, l'olandese era considerato socialmente inferiore e aveva ancora una posizione debole come lingua standard concorrente, rafforzata dall'attrattiva del francese come lingua globale
     Area di lingua olandese 
     Area di lingua francese 
     Area di lingua tedesca 

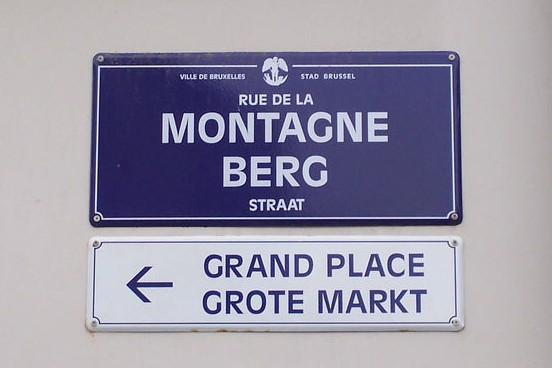
Cartello stradale bilingue francese e olandese a Bruxelles.

Aree linguistiche in Belgio: Bruxelles è diventata un'enclave ufficialmente bilingue all'interno dell'area linguistica olandese
Area di lingua olandese
Area di lingua francese
Area di lingua tedesca

Lo spostamento linguistico cominciava nel XVIII secolo ed è accelerato man mano che la città si espandeva dopo la Rivoluzione belga del 1830. Dal 1880 ci fu uno spostamento verso il bilinguismo parziale a scapito del monolinguismo olandese. L'olandese non è stato trasferito alle generazioni successive, che ha aumentato la proporzione di parlanti esclusivamente francesi dal 1910.
A partire dagli anni '60 il francese è giunto al termine a seguito della definizione del confine linguistico e dello sviluppo economico delle Fiandre. Durante la seconda metà del XX secolo, molti immigrati, così come molti membri dello staff di organizzazioni internazionali (ad esempio l'Unione europea e la NATO) e alcune compagnie vennero a Bruxelles dove preferivano il francese come lingua franca, a danno dell'olandese. Allo stesso tempo, come conseguenza dell'urbanizzazione, sempre più comunità di lingua olandese nella zona periferica di Bruxelles sono diventate prevalentemente francofoni. In questo contesto, i fiamminghi parlano anche di "Macchia d'olio di Bruxelles" (Brusselse olievlek) di lingua francese, che, oltre al futuro politico di Bruxelles, è una delle principali cause di tensione tra nord e sud del paese.